# Pasada de La Negrita
La pasada de La Negrita o pasada de Nuestra Señora de los Ángeles, es una festividad tradicional religiosa católica de Costa Rica, que se celebra en la ciudad de Cartago el primer fin de semana de septiembre de cada año. Esta fiesta es parte de las celebraciones del 2 de agosto a la Virgen de los Ángeles, Patrona de Costa Rica. La festividad se da por el regreso de la imagen de la Virgen a la Basílica de los Ángeles, luego de permanecer un mes en la Catedral de Nuestra Señora del Carmen. La celebración data de 1782, cuando se realizó la primera pasada con motivo de su proclamación como Patrona de la ciudad de Cartago, en ese entonces capital del país.
La pasada se caracteriza por una procesión donde la imagen de la Virgen de los Ángeles, vestida de gala y en andas o en carroza, es transportada por los fieles de uno al otro templo. La festividad es particularmente colorida debido a que los vecinos adornan las calles por donde pasa la Virgen, destacándose especialmente las alfombras de colores hechas de flores, aserrín de colores y plástico reciclado (llamado también plástico obstruido), por un camino cercano a los cinco kilómetros. También se realizan actividades culturales, folclóricas, musicales y comerciales en la Plaza Mayor de la ciudad, que data de la época colonial, frente a las antiguas ruinas de la Parroquia de Santiago Apóstol.

## Galería

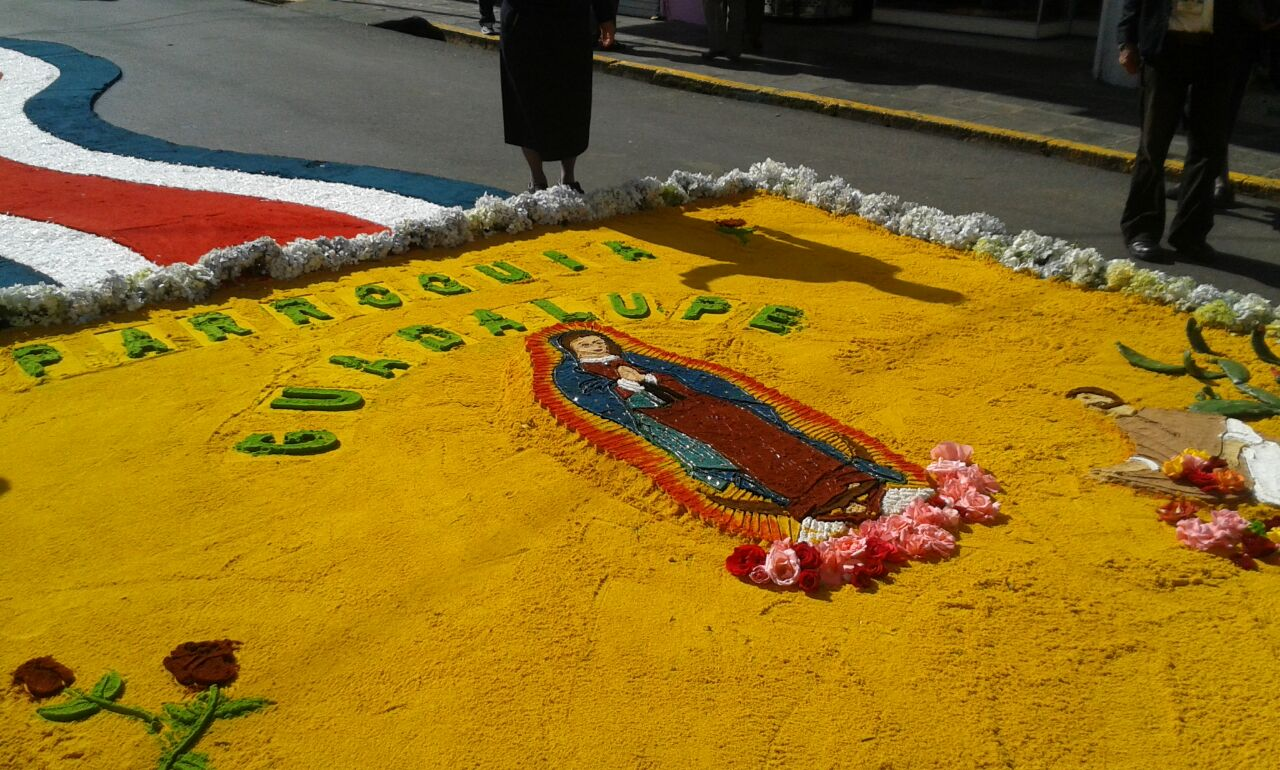
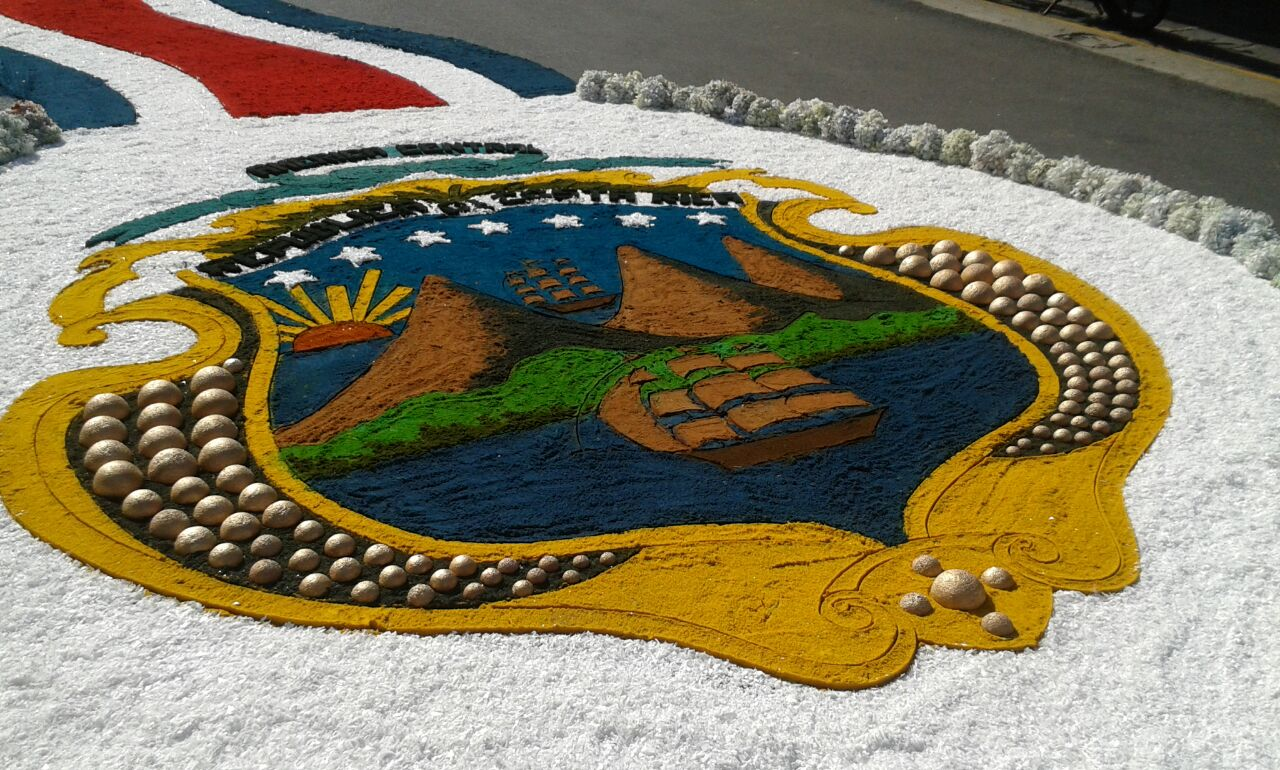
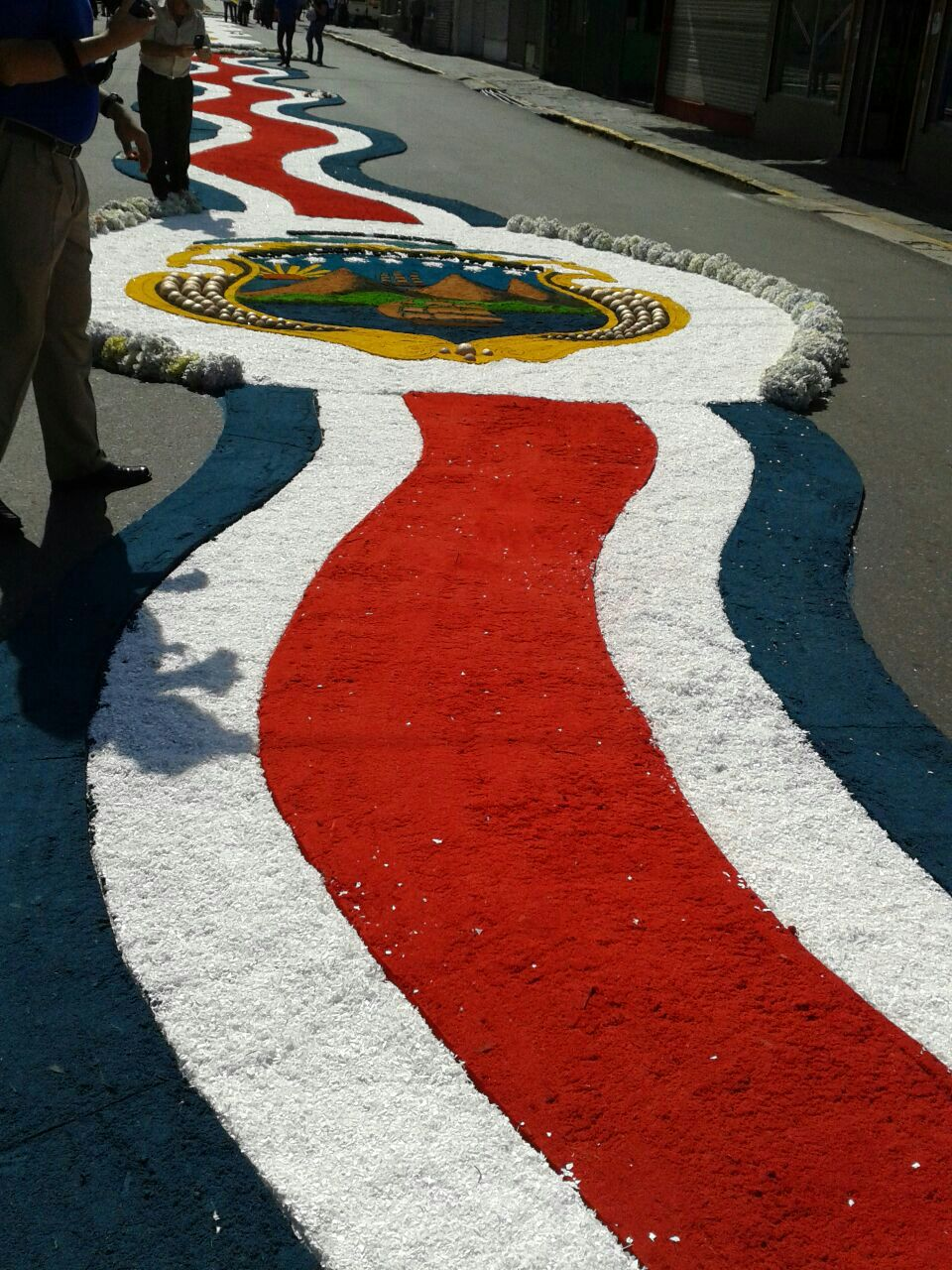
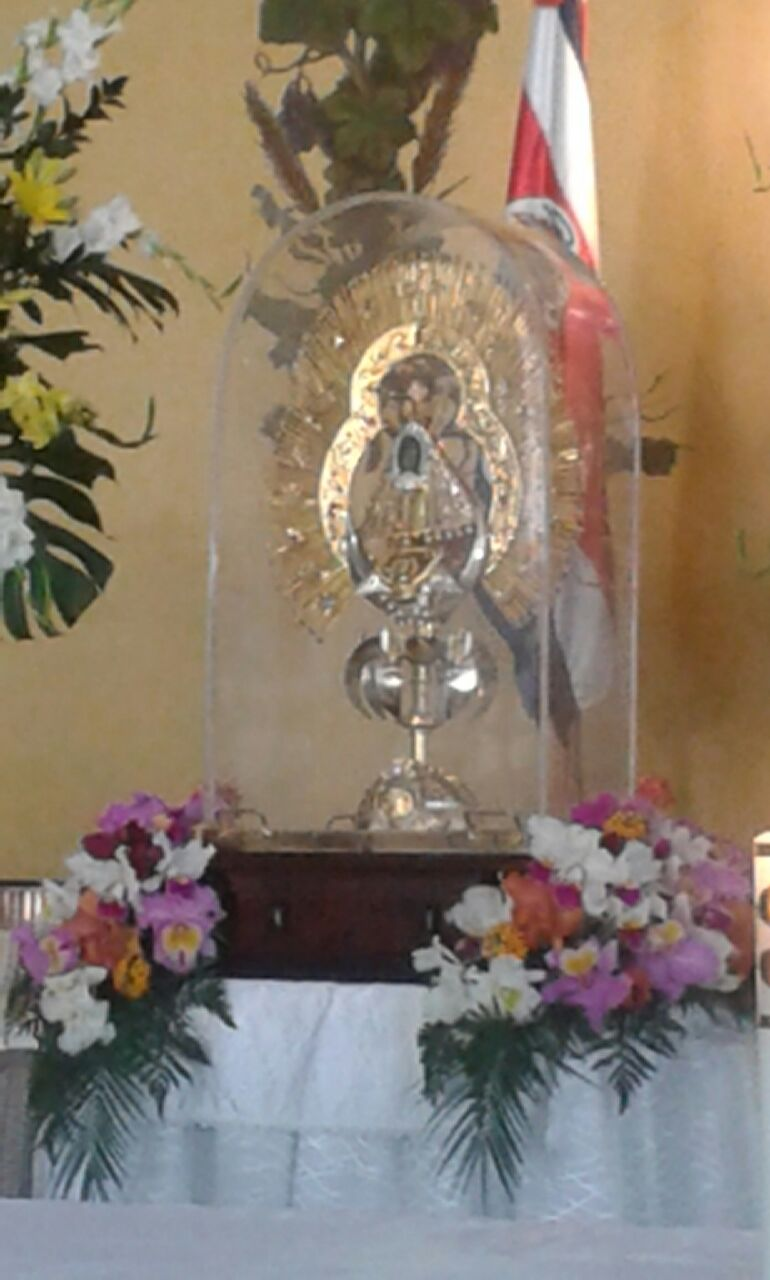
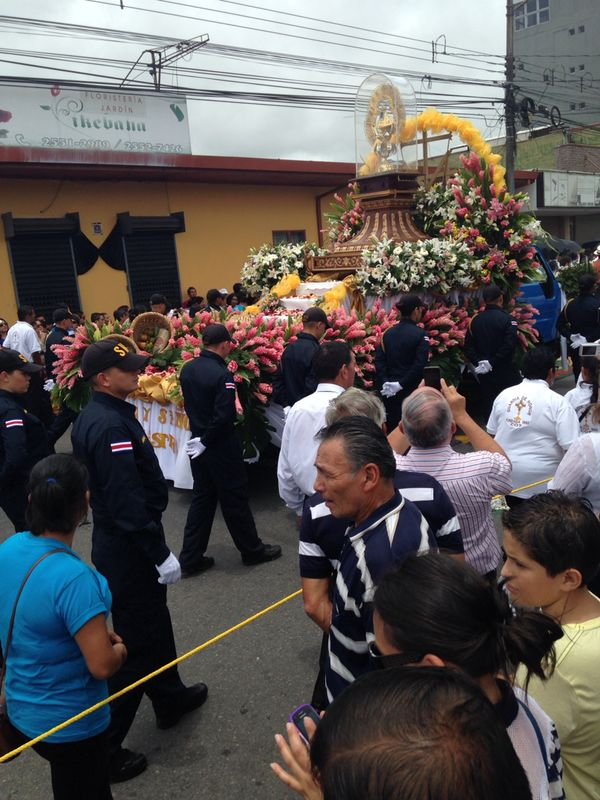